# 成嘉
成嘉（？—？），羋姓，成氏，名嘉，字子孔，春秋时期楚国的令尹，成得臣的儿子，成大心的兄弟。
前615年，成大心去世，成嘉为令尹。群舒叛楚国。夏季，成嘉抓住舒子平及宗子，遂围巢。前613年，楚庄王即位，成嘉、潘崇命公子燮与鬬克（子仪）守郢都，自己伐舒蓼。公子燮与鬭克作乱，加固郢都，派人刺杀成嘉，没有成功。八月，公子燮与鬭克劫持楚庄王去商密。庐戢梨及叔麋诱杀鬭克及公子燮。